# 표도르 샬랴핀 주니어
표도르 표도로비치 샬랴핀(러시아어: Фёдор Фёдорович Шаля́пин, 1905년 10월 6일 ~ 1992년 9월 17일) 또는 표도르 샬랴핀 주니어(영어: Feodor Chaliapin Jr.)는 러시아 출신으로 미국과 이탈리아에서 활동했던 배우이다. 영화 《장미의 이름》에서 호르헤 역으로 출연한 것으로 알려져 있다. 아버지는 저명한 오페라 가수 표도르 샬랴핀이다.

## 출연작 목록
| 연도 | 제목                      | 원제                    | 배역                | 비고 |
| ---- | ------------------------- | ----------------------- | ------------------- | ---- |
| 1943 | 누구를 위하여 종은 울리나 | For Whom the Bell Tolls | 카시킨              |      |
| 1962 | 소돔과 고모라             | Sodom and Gomorrah      | 알라비아스          |      |
| 1980 | 인페르노                  | Inferno                 | 아널드 교수         |      |
| 1986 | 살로메                    | Salomè                  | 전도사              |      |
| 1986 | 장미의 이름               | The Name of the Rose    | 호르헤 데 부르고스  |      |
| 1987 | 문스트럭                  | Moonstruck              | 노인                |      |
| 1988 | 카타콤                    | Catacombs               | 테럴 수도사         |      |
| 1988 | 가면                      | La maschera             | 레오나르도의 아버지 |      |
| 1988 | 갬블                      | La partita              | 페데리코            |      |
| 1989 | 데몬스 3                  | La Chiesa               | 주교                |      |
| 1989 | 파가니니                  | Kinski Paganini         | 판사                |      |
| 1989 | 모디: 모딜리아니의 인생   | Modì                    | 오귀스트 르누아르   |      |
| 1990 | 스탠리와 아이리스         | Stanley & Iris          | 레오니데스 콕스     |      |
| 1990 | 비애                      | La puttana del re       | 스칼리아            |      |
| 1991 | 로시니! 로시니!           | Rossini! Rossini!       | 로스차일드 남작     |      |
| 1991 | 이너 써클                 | The Inner Circle        | 바르트네프 교수     |      |
| 1992 | 막스와 제레미             | Max et Jérémie          | 샘 마버그           | 유작 |